# Bundesautobahn 376
La Bundesautobahn 376 était le nom du projet de Bundesautobahn dans le Land de Basse-Saxe.

## Géographie
L'A 376 devait partir de l'échangeur de Hanovre-Sud (Bundesautobahn 7) jusqu'à la jonction du parc des expositions, où elle aurait fusionne avec la Bundesstraße 6 vers Hanovre. Elle fait aujourd'hui partie de la Bundesautobahn 37.